# 진 독
진 독(Jin Dogg, 1990년 9월 10일~)은 대한민국의 래퍼이다. 일본에서 활동하고 있으며, 그의 활동명인 진 독은 진돗개와 래퍼 스눕 독의 이름에서 착안한 것이다.

## 참고 문헌
- “【Rappers Update Vol.2】Jin Dogg”. FNMNL. 2017년 9월 14일. 2021년 4월 22일에 확인함.
- “加熱する関西TRAP MOVEMENT ～DIRTY KANSAI～【Hibrid Entertainment編】”. Qetic. 2018년 8월 28일. 2021년 4월 22일에 확인함.
- “Jin Dogg Documentary「I'm from DIRTY KANSAI」”. lute. 2018년 12월 20일. 2021년 4월 22일에 확인함.
- “Jin Dogg｜大阪の「今」を代表する存在をめざしてひた走る（HARDEST MAGAZINE 2018年4月発刊号掲載）”. HARDEST. 2019년 2월 26일. 2022년 3월 5일에 원본 문서에서 보존된 문서. 2022년 3월 6일에 확인함.
- “How The Next-Gen Of Asian Hip Hop is Taking Over The Music World | Asia Rising | Full Movie”. Red Bull. 2019년 3월 29일. 2021년 4월 22일에 확인함.
- “【Jin Dogg】"幼少時代について / ラップとの出会い" (前半)”. HIP HOP DNA. 2020년 1월 10일. 2021년 4월 22일에 확인함.
- “怒りをもろに出したアルバム。悩みを持ってたり… 色んな人に聴いてほしい｜Jin Dogg インタビュー”. JASON RODMAN. 2020년 11월 16일. 2022년 3월 5일에 원본 문서에서 보존된 문서. 2022년 3월 6일에 확인함.
- “【Jin Dogg】"今のスタイルを確立するまで" (後半)”. HIP HOP DNA. 2020년 1월 17일. 2021년 4월 22일에 확인함.
- “¥ellow Bucks・Jin Dogg・LEX、日本のヒップホップ最前線を伝えるラッパーたち | STREET STORIES - #7 HIPHOP | GQ JAPAN”. GQ JAPAN. 2020년 11월 17일. 2021년 4월 22일에 확인함.
- “INTERVIEW FILE : JIN DOGG”. blackfilestv. 2021년 9월 30일. 2021년 10월 19일에 확인함.